# 後頸三角
後頸三角（こうけいさんかく、posterior triangle）を構成するものは僧帽筋前縁、胸鎖乳突筋後縁、鎖骨。外頸静脈、頚横動脈、頚神経叢、腕神経叢、頚リンパ節、副神経、胸管が後頸三角を通る。